# Віллібальд Ульбінг
Віллібальд Ульбінг (нім. Willibald Ulbing; 19 серпня 1920, Відень — 23 липня 2007, Відень) — німецький офіцер-підводник, оберлейтенант-цур-зее крігсмаріне.

## Біографія
1 грудня 1939 року вступив на флот. З 30 червня 1941 по 2 січня 1942 року пройшов курс підводника. З січня 1942 по 3 вересня 1943 року — вахтовий офіцер в 26-й і 24-й флотиліях. З 6 вересня 1943 року — 2-й, потім 1-й вахтовий офіцер на підводному човні U-129, на якому взяв участь у двох походах, під час яких потоплено 3 кораблі загальною водотоннажністю 17 405 тонн. 16—31 серпня 1944 року пройшов курс кермування, з 1 вересня по 15 жовтня — курс командира човна, після чого направлений на будівництво U-2347. З 2 грудня 1944 року — командир U-2347. 5 травня 1945 року наказав затопити човен в рамках операції «Регенбоген». 8 травня 1945 року взятий у полон британськими військами.

## Звання
- Кандидат в офіцери служби озброєнь (1 грудня 1939)
- Кадет служби озброєнь (1 травня 1940)
- Фенріх служби озброєнь (1 листопада 1940)
- Оберфенріх служби озброєнь (1 листопада 1941)
- Лейтенант-цур-зее (1 квітня 1942)
- Оберлейтенант-цур-зее (1 грудня 1943)

## Нагороди
- Нагрудний знак підводника (1 лютого 1944)
- Залізний хрест
  - 2-го класу (1 лютого 1944)
  - 1-го класу (20 липня 1944)